# ریجکرست (لوئیزیانا)
ریجکرست (به انگلیسی: Ridgecrest) شهری در ایالت لوئیزیانا کشور ایالات متحده آمریکا است که جمعیت آن در سرشماری سال ۲۰۱۰ میلادی، ۶۹۴ نفر بوده‌است.